# Носимое искусство
Носимое искусство или или арт-а-порте (англ. Wearable art, фр. Art-a-porter) — это один из видов декоративно-прикладного искусства, направленный на создание предмета одежды или аксессуара, отличающегося художественной значимостью. Wearable art одеждой назвать очень сложно, даже если его предметы и похожи на привычные вещи. Другими словами, помимо эстетической составляющей, произведение «носимого искусства» должно рассматриваться как серьезная и уникальная художественная работа.
При создании предмета арт-а-порте художник использует самые разнообразные материалы (кожу, пластик, метал, ткань, бумагу, живые растения и т. д.), придавая им нужную форму и цвет.

## История
С конца XIX века до настоящего времени люди часто предпочитали носить одежды, намеренно отличные от установлений высокой моды или опротестовывающие их. В конце XIX века, на пороге эпохи модернизма, так называемый художественный или эстетичный костюм (не костюм художников) был результатом реформаторского движения в моде, по сути антимоды. Изначально связанный с феминизмом, этот тренд позднее стал достоянием общего вкуса, упомянутую одежду носили в основном представители буржуазной интеллигенции в художественных и литературных кругах (а также сами художники и писатели). Эта мода нашла широкую поддержку не только в Великобритании, но и в Соединенных Штатах, в Европе и, в меньшей степени, в британских колониях, например в Австралии. В основе лежала идея о различии ручной работы и массовой продукции, и это была скорее одежда идеалистов, а не модников.
В 1920—1930-е гг. мода считалась отчасти контркультурой. Подобные наряды и ювелирные украшения (зачастую ручной работы) служили альтернативой массовому производству. Популярностью, как правило, пользовались необычные бледные цвета, характерные для женского платья прошлого столетия. В Австралии в те же десятилетия дизайнеры экспериментировали, расписывая шарфы и текстиль модернистскими рисунками с использованием австралийских мотивов (часто растительных). Очевидно, что одежда ручной работы противопоставлялась в данном случае одежде массового производства. Люси Дальгарно (Lucy Dalgarno, 1874—1945), сиднейский дизайнер, в 1920-е годы расписывала ткани и броши, используя местные мотивы. По иронии судьбы она также расписывала одежду в технике батик для первоклассного магазина массовой моды Дэвида Джонса (David Jones).
Однако лишь нонконформистская, антимассовая эстетика контркультуры 1960-х годов вызвала к жизни концепцию искусства, которое можно носить. Не только художники, дизайнеры или интеллектуалы, но также мужчины и женщины, ведущие альтернативный образ жизни, переосмысляли привычные связи между текстилем, женским трудом и ремеслом. Этот ярко оппозиционный стиль одежды, мечтательный, с преобладанием цветочных узоров, широко известен под названием «хиппи». Он свидетельствовал о неприятии консюмеристски унифицированной одежды, а также популистской политики. Украшение рукодельными деталями и знаками, которое изначально являлось индивидуальным занятием, обрело популярность и стало применяться в типовой одежде. Эти отступники-оформители создавали бриколажи из подержанных и рукодельных тканей и нарядов оригинальных расцветок, черпая вдохновение в традициях неевропейских культур: Азии, Индии, Ближнего Востока. Стиль арт-а-порте был распространен на западном побережье Соединенных Штатов (особенно в Сан-Франциско), в Великобритании, Австралии и Новой Зеландии.
В 1960-е — начале 1970-х годов на модном рынке начала появляться одежда с «автобиографическим наполнением». 1970-е можно назвать беспорядочным десятилетием, когда грубые, ретро и этнические мотивы, пережитки позднего контркультурного хиппи-стиля были ассимилированы потребителем, что завершилось огрублением стилей во второй половине 1970-х годов. Концепция носимого искусства сегодня начинает приобретать отталкивающе китчевые коннотации и постепенно утрачивает актуальность.

## Дизайнеры
Американская художница Дарла Теагарден создала платье из бумажных формочек для капкейков, поместив в них фотографии глаз. Творение называется многозначительно - Lovers Eye Архивная копия от 20 сентября 2015 на Wayback Machine. Американка Элоиза Корр Данч из бумаги создала изумительное платье в стиле испанской моды XVI века. А Джолис Паонс пустила коктейльное платье с юбкой-пачкой, которая была сделана из множества инструкций к мобильным телефонам.
В 2013 году российский дизайнер Ольга Пленкина выпустила коллекцию в жанре wearable art специально для Mercedez-Benz Fashion Week Russia. Её коллекция, полная инопланетян, морских тварей с плавниками и гребнями, продемонстрировала богатую фантазию и большой креативный потенциал дизайнера.
В 2015 году на шоу Высокой моды в Париже голландские дизайнеры Виктор Хорстинг (Viktor Horsting) и Рольф Снурен (Rolf Snoeren) представили коллекцию "Wearable Art". Изначально, живописные репродукции, оформленные в дорогой багет, украшали костюмы девушек-моделей, но с появлением на сцене двух модельеров, мгновенно изменили своё предназначение. Виктор и Рольф прямо во время показа сняли «картины» с манекенщиц и трансформировали их в часть декоративного украшения сцены. Таким образом, манекенщицы легко превращалась в движущиеся произведения живописи, а завышенные силуэты платьев, с их угловатыми деталями, напоминали сюрреалистические архитектурные фантазии.

## Премии в области носимого искусства
В Новой Зеландии в 1987 году был учрежден ежегодный конкурс под названием Новозеландская премия носимого искусства (New Zealand Wearable Art Awards). В 2001 году мероприятие переименовали в «Мир носимого искусства» (World of Wearable Art, или WoW). Конкурс представляет собой череду тематических зрелищных подиумных шоу с демонстрацией̆ чрезвычайно оригинальных костюмов и аксессуаров, объединенных общей концепцией вкупе с хореографией, со звуковым, световым сопровождением и спецэффектами. В мероприятии принимают участие местные и зарубежные художники и дизайнеры.
Начиная с 1993 года здесь действует новая Тихоокеанская секция, позднее получившая название «Океания», в которой присутствует категория «носимое искусство». Показ уличной моды — часть общественного фестиваля, учрежденного как попытка выразить политические взгляды радикально настроенной части населения на положение дел в Тихоокеанском. На его основе развилось отдельное событие «Стиль Пасифика» (Style Pasifika), в котором больше внимания уделялось не носимому искусству, а тихоокеанским творческим модным стилям и боди-арту.
В 1998 году в австралийском городе Брум начали проводить ежегодные развлекательные мероприятия с использованием произведении искусства, предназначенных для носки, изготовленных из различных материалов.
В 2002 году Художественное общество города Порт Муди (Port Moody Art Centre Society) в Британской Колумбии провело свой первый ежегодный Конкурс носимого искусства (Wearable Art Awards), и в том же году в Сэнди Бэи (Тасмания, Австралия) впервые вручили награды ежегодного конкурса «Фантазия моды» (Fashion Fantasia), провозгласившего тело холстом для самых необычных и оригинальных одежд.

## Критика
Некоторые эксперты в сфере искусства считают, что мода – не искусство. За всей провокационностью, с которой создаются наряды и устраиваются модные шоу, скрываются жажда наживы и желание провоцировать. В своих визуальных отсылках мода зависит от изобразительного искусства, фотографии и кино. Чтобы подкрепить каждую из множества создаваемых ежегодно коллекций, она эксплуатирует эти образы столь нещадно, что их темы быстро утрачивают смысл.
В целом рассматриваемый термин "носимое искусство" приобрел пейоративные ассоциации, а сама концепция вышла из моды. Она считается популистской и часто ассоциируется с локальными художественными мероприятиями и акциями. Вместе с тем многие малые предприятия и сейчас занимаются продажей такой персонализированной, с претензией на искусство, одежды и украшений через Интернет.